# Presidente da Abecásia
O cargo de presidente da Abecásia foi criado em 1994. Antes de ser criado o cargo de presidente, o chefe de estado era conhecido como presidente do Parlamento entre 1992 e a criação da Constituição em 1994. Antes do cargo de presidente do Parlamento, o cargo mais alto da Abecásia era o presidente do Soviete Supremo. O posto duraria desde a declaração de soberania da República Socialista Soviética da Geórgia em 25 de agosto de 1990 até a declaração de independência em 23 de julho de 1992.

## Lista de Presidentes

### Chefes de Estado
| Nº | Chefe de estado    | Retrato             | Início do mandato      | Fim do mandato         | Partido                       |
| -- | ------------------ | ------------------- | ---------------------- | ---------------------- | ----------------------------- |
| 1  | Valerian Kobakhia  |                     | 25 de agosto de 1990   | 24 de dezembro de 1990 | Partido Comunista da Abecásia |
| 2  | Vladislav Ardzinba |                     | 24 de dezembro de 1990 | 23 de julho de 1992    | Partido Comunista da Abecásia |
| 2  | Vladislav Ardzinba | 23 de julho de 1992 | 26 de novembro de 1994 | Independente           |                               |

### Presidente daAbecásia
| Nº | Presidente         | Retrato                | Início do mandato                                        | Fim do mandato          | Partido        | Vice-presidente                | Eleição   |
| -- | ------------------ | ---------------------- | -------------------------------------------------------- | ----------------------- | -------------- | ------------------------------ | --------- |
| 1  | Vladislav Ardzinba |                        | 26 de novembro de 1994                                   | 12 de fevereiro de 2005 | Independente   | Valery Arshba                  | 1994 1999 |
| 2  | Sergei Bagapsh     |                        | 12 de fevereiro de 2005                                  | 29 de maio de 2011      | Abecásia Unida | Raul Khajimba Alexander Ankvab | 2005 2009 |
| —  | Alexander Ankvab   |                        | 29 de maio de 2011                                       | 26 de setembro de 2011  | Aitaira        |                                | 2011      |
| 3  | Alexander Ankvab   | 26 de setembro de 2011 | 1 de junho de 2014                                       | Mikhail Logua           | Aitaira        |                                | 2011      |
| —  | Valeri Bganba      |                        | 1 de junho de 2014                                       | 25 de setembro de 2014  | Independente   |                                |           |
| 4  | Raul Khajimba      |                        | 25 de setembro de 2014                                   | 12 de janeiro de 2020   | FNUA           | Vitali Gabnia Aslan Bartsits   | 2014 2019 |
| —  | Valeri Bganba      |                        | 13 de janeiro de 2020                                    | 23 de abril de 2020     | Independente   |                                |           |
| 5  | Aslan Bjania       |                        | 23 de abril de 2020                                      | 19 de novembro de 2024  | Independente   | Badr Gunba                     | 2020      |
| 6  | Badra Gunba        |                        | 19 de novembro de 2024 (interino até 2 de abril de 2025) | Presente                | Independente   | Beslan Bigvava                 | 2025      |